# Сковородін Олексій Володимирович
Олексі́й Володи́мирович Сковоро́дін (нар. 18 березня 1975 — пом. 26 серпня 2014) — капітан 24-ї окремої механізованої бригади Збройних сил України, учасник російсько-української війни.

## Короткий життєпис
Народився 1975 року в місті Славута (Хмельницька область). Після закінчення 1992 року Славутської ЗОШ № 4 вступив до Київського коледжу зв'язку. З 2-го курсу призваний на строкову службу. Навчання продовжив у Київському військовому інституті управління і зв'язку, «системи та комплекси військового зв'язку», інженер електрозв'язку; по закінченні отримав призначення у Славутську 97-му Гвардійську дивізію, проходив службу до 2004 року. 1997 року одружився. Проживав у місті Вишневе Київської області.
Мобілізований у квітні 2014-го, капітан, помічник начальника зв'язку 24-ї окремої механізованої бригади.
Загинув у районі смт Новосвітлівка під Луганськом від вибухової травми — їхав рятувати побратимів, зазнав поранення, несумісного із життям.
Залишились дружина Ірина та двоє синів — Михайло 1998 р.н. та Артур, мама Галина Михайлівна, батько Володимир Фелорович, сестра Людмила і дід Петро Давидович Бондарук.
Поховали Олексія у Вишневому, де живе його родина.

## Нагороди та вшанування
За особисту мужність і героїзм, виявлені у захисті державного суверенітету та територіальної цілісності України, вірність військовій присязі під час російсько-української війни, відзначений — нагороджений:
- 14 березня 2015 року — орденом Богдана Хмельницького III ступеня (посмертно);[2]
- у славутській ЗОШ № 4 в січні 2015 року встановлено і освячено пам'ятний знак випускнику Олексію Сковородіну[3]
- рішення Славутської міської ради від 27 березня 2015 року «Про присвоєння звання „Почесний громадянин м. Славута“ Сковородіну Олексію Володимировичу (посмертно).»
- звання «Герой-захисник Вітчизни» Києво-Святошинського району (рішення Києво-Святошинської районної ради від 20.12.2016).
- Його портрет розміщений на меморіалі «Стіна пам'яті полеглих за Україну» у Києві: секція 3, ряд 2, місце 17
- Вшановується 26 серпня на щоденному ранковому церемоніалі вшанування українських захисників, які загинули цього дня у різні роки внаслідок російської збройної агресії[4]